# Second Chances
Second Chances è una serie televisiva statunitense creata e scritta da Bernard Lechowick e Lynn Marie Latham e trasmessa in America dal network televisivo CBS dal 1993 al 1994.